# Соловьёв, Александр Иванович (актёр)
Алекса́ндр Ива́нович Соловьёв (19 августа 1952, Сулак, Дагестанская АССР — 1 января 2000, Москва) — советский и российский актёр театра, кино и дубляжа, кинорежиссёр.

## Биография
Александр Соловьёв родился 19 августа 1952 года в семье учителей в посёлке Сулак Дагестанской АССР. В дальнейшем его семья переехала в Норильск.
После школы уехал в Москву и поступил в ГИТИС. Учился у Андрея Гончарова, на одном курсе с Игорем Костолевским и Александром Фатюшиным.
После окончания ГИТИСа в 1973 году по приглашению Гончарова Соловьёв начал работать в Театре имени Маяковского. Через год он ушёл в Центральный детский театр, где проработал до 1986 года.
Александр Соловьёв, помимо работы в театре, много снимался. 
Фильмы «Адам женится на Еве», «Зелёный фургон», «Ребёнок к ноябрю», «По данным уголовного розыска», «Дамы приглашают кавалеров» и другие киноленты принесли ему известность. Был мастером закадрового озвучивания и дубляжа, озвучил множество отечественных и зарубежных фильмов и мультфильмов.
По мнению режиссёра Владимира Мотыля, из актёров советского кино быть абсолютно независимым в актёрской профессии удалось только троим: Высоцкому, Далю и Соловьёву.
С 1989 года — актёр Театра «Одеон» под руководством Е. В. Радомысленского.
В 1991 году единственный раз попробовал себя в режиссуре, поставив трагикомедию «По Таганке ходят танки». В этом фильме выступил и как актёр.
В последний раз в своей жизни снялся в 1998 году, в клипе Ксении Георгиади на песню «За нас с тобой».

## Личная жизнь
Александр Соловьёв был трижды женат. 
Супругами Соловьёва были актрисы Людмила Радченко, Людмила Гнилова и Ирина Печерникова. 
В браке с Радченко в 1972 году родился сын Александр, который впоследствии окончил Московский областной институт физкультуры. Он работал каскадёром, снялся в нескольких фильмах, писал музыку, пробовал себя в операторском деле. Его часто путают с отцом в фильмографиях обоих актёров. В браке с Людмилой Гниловой в 1979 году родился второй сын Михаил, ставший актёром и режиссёром.
С конца 1980-х Соловьёв боролся с алкогольной зависимостью и оказывался в различных наркологических клиниках. В одной из таких клиник, в Феодосии, в 1991 году встретился со своей давней юношеской влюблённостью — актрисой Ириной Печерниковой. Впервые они встретились в 1969 году. В августе 1997 года, после совершеннолетия сына Михаила, Соловьёв ушёл к Печерниковой окончательно. К этому времени на Людмиле Гниловой он был женат 22 года. 
С Печерниковой Соловьёв прожил чуть меньше трёх лет.

## Гибель
26 декабря 1999 года, по официальной версии, Соловьёв был обнаружен в бессознательном состоянии на улице прохожим, который обратился в 68-е отделение милиции. Актёр был оформлен как неизвестный и отправлен в Институт имени Склифосовского, где ему была диагностирована черепно-мозговая травма. Соловьёв, на тот момент так никем и не опознанный, скончался 1 января 2000 года на 48-м году жизни от кровоизлияния в мозг.
Печерникова считала, что его убили в милиции, куда он попал после того, как вступил в пьяную перепалку с прохожим на улице вечером 26 декабря. По ее словам, совсем недавно[уточнить] нашелся свидетель этого происшествия. До данного случая конфликтных инцидентов с правоохранительными органами Соловьёв не имел.
Тело было опознано только 21 января одним из сотрудников морга, который узнал в умершем героя по имени «Красавчик» из кинофильма «Зелёный фургон». Для опознания был приглашён Дмитрий Харатьян. Сославшись на то, что у него был день рождения, Харатьян ехать на опознание отказался, но предоставил номер телефона Печерниковой. Она и опознала мужа.
Прощание с Александром Соловьёвым состоялось 25 января 2000 года в Центральном доме кино, после чего его тело было кремировано. Урна с прахом актёра захоронена в закрытом колумбарии Ваганьковского кладбища (секция 58).

## Творчество

### Центральный детский театр
- «Алёша» Г. И. Чухрая и В. И. Ежова — Фёдор

## Фильмография

### Актёр
- 1970 — Город первой любви — юноша в аэропорту
- 1975 — Такая короткая долгая жизнь — эпизод (в титрах — Ю. Соловьев)
- 1975 — Невеста с севера — друг Артака
- 1976 — Солнце, снова солнце — эпизод
- 1976 — Эквилибрист — Юрий Осташенко
- 1977 — Люся — Юра
- 1979 — Сегодня и завтра — Павел Бажутин
- 1979 — По данным уголовного розыска — Сергей Иванович Белов
- 1980 — Адам женится на Еве — Адам
- 1980 — Дамы приглашают кавалеров — Сергей
- 1980 — Лес — Пётр
- 1981 — Было у отца три сына — Кирилл
- 1981 — На Гранатовых островах — корреспондент Эдвард Морр
- 1982 — Место под солнцем — молодой владелец новых «Жигулей»
- 1982 — Следствие ведут ЗнаТоКи. Он где-то здесь — Анатолий Владимирович Артамонов
- 1983 — Внезапный выброс — Сергей
- 1983 — Зелёный фургон — Красавчик
- 1983 — К своим! — Валерий Иванов
- 1984 — Позывные «Вершина»
- 1986 — Борис Годунов — Григорий Отрепьев, он же Лжедмитрий I
- 1986 — Путь к себе — Александр
- 1986 — На острие меча — Сашко Ковальчук
- 1987 — Клуб женщин — Андрей
- 1987 — Разорванный круг — Клёнов
- 1988 — Случай в аэропорту — Кирилл Ширяев / Шнык
- 1988 — Белые вороны — Николай Иванович Половняк, шофёр секретаря горкома
- 1988 — Дорога в ад — Арвис
- 1989 — Гу-га — Иванов
- 1989 — Шакалы
- 1991 — И чёрт с нами! — Глотов, секретарь обкома комсомола
- 1991 — По Таганке ходят танки — «Игрек», он же Костя
- 1991 — Ау! Ограбление поезда — Жорыч
- 1992 — Арбитр — наёмный убийца по кличке «Арбитр»
- 1992 — Гроза над Русью — Иван Кольцо
- 1992 — Ребёнок к ноябрю — Владимир Петрович, врач скорой помощи
- 1993 — Я сама — Сека

### Телеспектакли
- 1975 — День открытых дверей — десантник
- 1978 — Москва. Чистые пруды — Гена
- 1979 — Коньки. Воспоминания о школе — Вася Петров

### Режиссёр
- 1991 — «По Таганке ходят танки»

### Озвучивание

#### Отечественные фильмы
- 1980 — Вам и не снилось... — Рома Лавочкин (роль Никиты Михайловского)

#### Зарубежные фильмы
- 1975 — Новобранцы идут на войну — Фил (роль Жерара Филипелли)
- 1977 — Розовые сны — почтальон Якуб (роль Юрая Нвоты)
- 1981 — Правосудие для всех — Джефф МакКаллох (роль Томаса Дж. Уэйтса)
- 1988 — Хроника объявленной смерти — Сантьяго Назар (роль Энтони Делона)
- 1989 — Миссисипи в огне — заместитель шерифа Клинтон Пелл (роль Брэда Дурифа)
- 1996 — Челюсти 2 — все мужские персонажи (закадровый перевод НТВ)

#### Отечественные мультфильмы
- 1982 — Росомаха и лисица — Дятел
- 1985 — Пропал Петя-петушок — лягушонок
- 1987 — Вечное движение (Фитиль № 306) — повзрослевший внук
- 1988 — Седой медведь — Иван
- 1988 — Лев и девять гиен — гиена-сын
- 1990 — Приехали (Фитиль № 333) — космонавт / компьютерный голос
- 1994 — Лунная дорожка

#### Зарубежные мультфильмы
- 1979 — Дюймовочка — принц Королевства Тюльпанов, мотылёк Милкот (дубляж к/с «Союзмультфильм»)
- 1993—1994 — Спиди-гонщик — Спиди, половина мужских персонажей (дубляж корпорации «Видеофильм» по заказу 2x2)
- 1994 — Том и Джерри в детстве — Том, Дриппл, половина мужских персонажей (дубляж ТО «Радуга» по заказу НТВ)
- 1995 — Необыкновенная схватка — Тэцуя, Зуда, половина мужских персонажей (дубляж студии кинопрограмм ТРК «Останкино»)
- 1995—1996 — Черепашки-ниндзя — Рафаэль, часть мужских персонажей (дубляж по заказу «Екатеринбург Арт Home Video»)
- 1996 — Богатенький Ричи — Джеки, Доллар, половина мужских персонажей (дубляж ТО «Радуга» по заказу «Екатеринбург Арт Home Video»)
- 1996 — Горец — Квентин МакЛауд, Мэлон, Асклепиос, половина мужских персонажей (дубляж ТО «Радуга» по заказу НТВ)
- 1996 — Маска — лейтенант Митч Кэлловей, половина мужских персонажей (дубляж ТО «Радуга» по заказу «Екатеринбург Арт Home Video»)
- 1996 — Пираты тёмной воды — Рен, Ниддлер, Конк, половина мужских персонажей (дубляж ТО «Радуга» по заказу «Екатеринбург Арт Home Video»)
- 1996 — Hello Kitty — Принц, Роберт, Папа Китти, половина мужских персонажей (дубляж студии «Видео-М» по заказу «Екатеринбург Арт Home Video»)
- 1996 — Том и Джерри: Фильм — Том, адвокат Ликбут, половина мужских персонажей (дубляж ТО «Радуга» по заказу «Екатеринбург Арт Home Video»)
- 1996 — Шоу Мишки Йоги — Бу-Бу, лесничий Смит, половина мужских персонажей (дубляж ТО «Радуга» по заказу «Екатеринбург Арт Home Video»)